# Kristjan Ercegović
Kristjan Ercegović (ur. 14 maja 1976) - chorwacki koszykarz.
Został wybrany do chorwackiej drużyny narodowej U-22; grał w 1998 na Mistrzostwach Europy U-22; został wybrany MVP chorwackiej ligi w sezonie 2003/2004; został także MVP Play-off 2003/04.

## Przebieg kariery
- 1995-2000 KK Zadar (CRO)
- 2000-2002 Levallois SC (FRA)
- 2002-2003 Istra Pula (CRO)
- 2003-2004 Svijetlost Oriolik Slavonski Brod (CRO)
- 2004-2005 Helios Domzale (SLO)
- 2005-2006 Astoria Bydgoszcz (POL)
- 2006-2007 Polpharma Starogard Gdański (POL)
- 2007-2009 Górnik Wałbrzych (POL)
- 2009-2010 Sibenka Sibenik (CRO)

## Sukcesy
- Puchar Chorwacji: 1998 i 2000
- Wicemistrz Chorwacji: 1998, 1999, 2000

## Statystyki podczas występów w PLK
- Sezon 2005/2006 (Astoria Bydgoszcz): 27 meczów (średnio 12,4 punktu oraz 6,9 zbiórki w ciągu 26,3 minuty)
- Sezon 2006/2007 (Polpharma Starogard Gdański): 30 meczów (średnio 8,3 punktu oraz 5,4 zbiórki w ciągu 22,4 minuty)
- Sezon 2007/2008 (Górnik Wałbrzych): 26 meczów (średnio 9,7 punktu oraz 6,6 zbiórki w ciągu 25 minut)
- Sezon 2008/2009 (Górnik Wałbrzych): 20 meczów (średnio 5,9 punktu oraz 4 zbiórki w ciągu 17 minut)